# Verwaltungsgericht Hannover

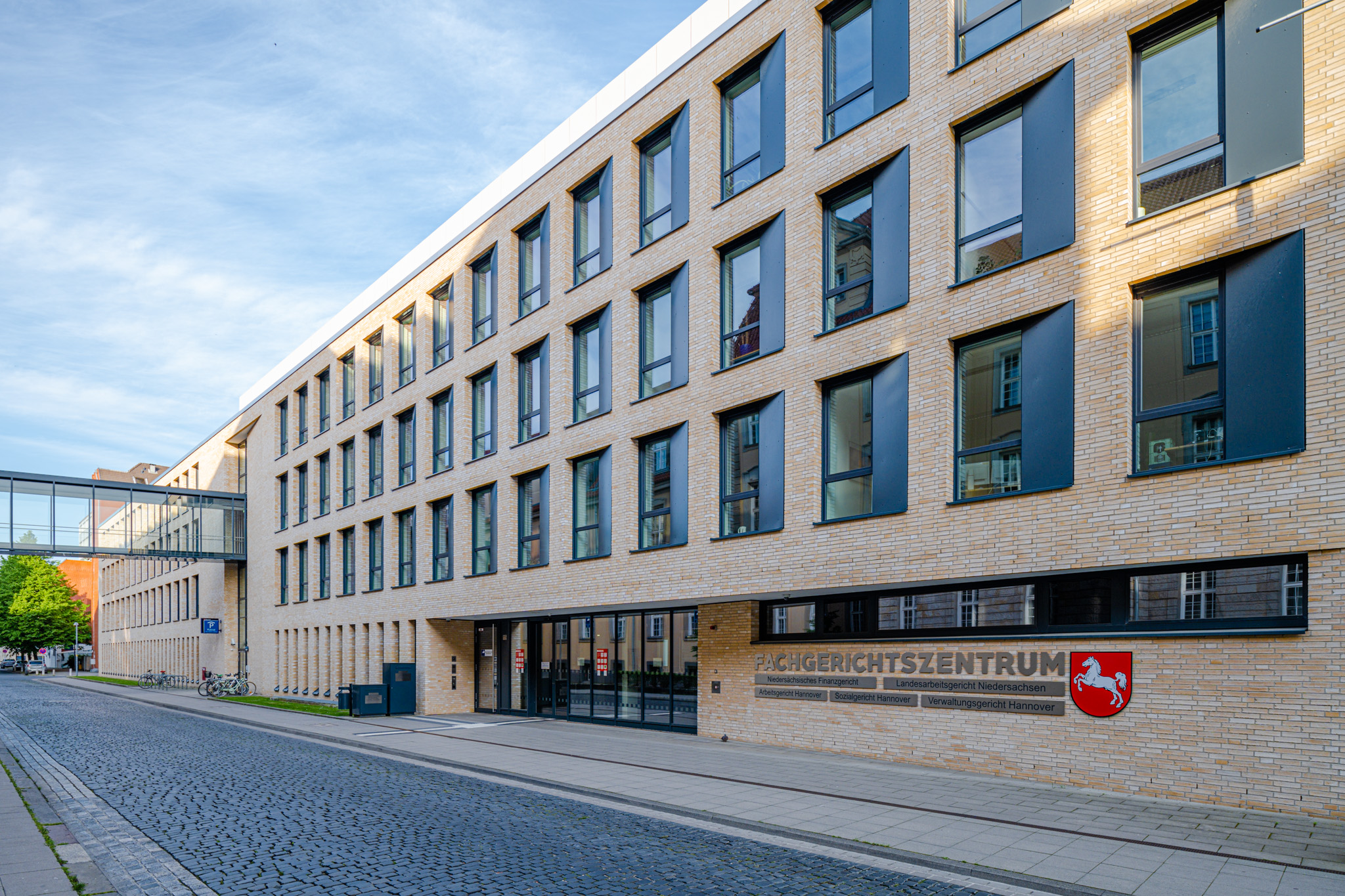
Verwaltungsgericht Hannover in der Leonhardtstraße

Das Verwaltungsgericht Hannover ist eines von sieben Verwaltungsgerichten im Land Niedersachsen. Es hat seinen Sitz im Fachgerichtszentrum in der Leonhardtstraße in Hannover.

## Geschichte
Gemäß einer auf Veranlassung der britischen Militärregierung im Gebiet Hannover und mit deren Ermächtigung von dem Oberpräsidenten der damaligen Provinz Hannover erlassenen Verordnung vom 17. August 1946 nahmen die hierdurch wiedererrichteten Bezirksverwaltungsgerichte – u. a. diejenigen in Hannover und Hildesheim – am 23. September 1946 ihre Arbeit auf der Grundlage des bis zum 30. Januar 1933 in Kraft gewesenen Rechts auf.
Die erste Sitzung des Bezirksverwaltungsgerichts Hannover fand am 19. Februar 1947 in einem Sitzungssaal des Landgerichts Hannover statt. Das Bezirksverwaltungsgericht Hildesheim folgte am 5. März 1947 mit seiner ersten Sitzung im Regierungsgebäude am Domhof.
Nachdem der Kontrollrat mit Gesetz Nr. 36 vom 10. Oktober 1946 die Wiedererrichtung von Verwaltungsgerichten in den Zonen und in Berlin angeordnet hatte, wurde die Niedersächsische Verwaltungsgerichtsbarkeit mit einer Verordnung der Landesregierung vom 31. März 1949 ins Leben gerufen. Mit Wirkung vom 1. Mai 1949 wurden drei Landesverwaltungsgerichte eingerichtet, so auch das Landesverwaltungsgericht Hannover mit auswärtigen Kammern in Hildesheim und in Osnabrück. Das Inkrafttreten der Verwaltungsgerichtsordnung (VwGO) im Jahr 1960 führte zu einer Änderung der Gerichtsbezeichnung in Verwaltungsgericht Hannover. Als Folge der Verwaltungs- und Gebietsreform sowie der Verringerung und Neuordnung der niedersächsischen Regierungsbezirke wurden die Verwaltungsgerichtsbezirke in Niedersachsen neu zugeschnitten. Dabei wurden die auswärtigen Kammern Osnabrück zum 1. April 1981 dem Verwaltungsgericht Oldenburg zugeordnet.
Das Landesverwaltungsgericht Hannover zog 1953 aus seinen bisherigen Räumen im Haus der Landesbank am Aegidientorplatz aus und in das Haus Schiffgraben Nr. 10 ein. Da in der Folgezeit das Gericht weiter anwuchs, erfolgte 1976 der Umzug in das Gerichtsgebäude Kolbergstraße 14 im Zooviertel. Auch dort wurde aber im Laufe der Zeit der Raum knapp, so dass später noch weitere Räumlichkeiten in der Leisewitzstraße und in der Ellernstraße für jeweils drei Kammern angemietet werden mussten.
Die aus dem Bezirksverwaltungsgericht Hildesheim entstandenen auswärtigen Kammern Hildesheim bezogen bereits 1951 eigene Gerichtsräume in der Goslarschen Straße 71. Von dort erfolgte 1983 der Umzug in das Gebäude Kreuzstraße 8, in dem die Kammern gemeinsam mit dem Arbeitsgericht Hildesheim, dem Sozialgericht Hildesheim und einigen Landesbehörden untergebracht waren. Am 1. April 1998 wurden die auswärtigen Kammern Hildesheim durch Zusammenführung mit den Kammern in Hannover aufgelöst.
Gleichzeitig mit der Zusammenführung aller Kammern bezog das Verwaltungsgericht Hannover neue Räumlichkeiten im Eintrachtweg 19 im Stadtteil Bult. Im Sommer 2015 zog das Gericht in das neu errichtete Fachgerichtszentrum in der Leonhardtstraße 15, in dem außerdem auch das Niedersächsische Finanzgericht, das Landesarbeitsgericht Niedersachsen, das Arbeitsgericht Hannover und das Sozialgericht Hannover beheimatet sind. Zusammen mit den unmittelbar benachbarten Gerichten der ordentlichen Justiz (Amtsgericht, Landgericht) sowie der Staatsanwaltschaft Hannover verfügt Hannover damit nunmehr in zentraler Lage am Hauptbahnhof über ein echtes „Justizviertel“.

## Gerichtsbezirk
Der Gerichtsbezirk umfasst die Region Hannover sowie die Landkreise Diepholz, Hameln-Pyrmont, Hildesheim, Holzminden, Nienburg und Schaumburg. Der Gerichtsbezirk hat somit über 2,1 Mio. Gerichtseingesessene, was über 25 % der Bevölkerung Niedersachsen entspricht.

## Organisation
Präsident wurde in Nachfolge von Hannelore Kaiser 2019 Ingo Behrens. Das Gericht verfügt über 33 Richterstellen und 39 weitere Mitarbeiter. Es wurden 18 Kammern gebildet.

## Instanzenzug
Dem Verwaltungsgericht Hannover übergeordnet ist in erster Instanz das Niedersächsische Oberverwaltungsgericht in Lüneburg und in letzter Instanz das Bundesverwaltungsgericht in Leipzig.